# Jan Czuba (werbista)
Jan Stanisław Czuba SVD (ur. 1959 w Wojcieszowie) – polski duchowny rzymskokatolicki, werbista, konsul honorowy RP w  Madangu, misjonarz katolicki wspierający rozwój edukacji i medycyny w Papui-Nowej Gwinei. W 1996 został rektorem założycielem Divine Word University w Madangu.

## Życiorys
Studiował w Misyjnym Seminarium Duchownym Księży Werbistów w Pieniężnie oraz teologię dogmatyczną na KUL, a później finanse na UniwersytecieMacquarie w Sydney. Święcenia kapłańskie przyjął w 1985. Po kursie językowym w Irlandii wyjechał na misje do Papui-Nowej Gwinei, gdzie pracuje do dziś. Jest m.in. założycielem i rektorem Uniwersytetu Słowa Bożego w Madang, zarządcą szpitala, duszpasterzem w parafii. Opracowuje narodowe programy edukacji, jest też przedstawicielem UNESCO w dziedzinie mediów. Od 2014 pełni funkcję konsula honorowego RP w Madangu.

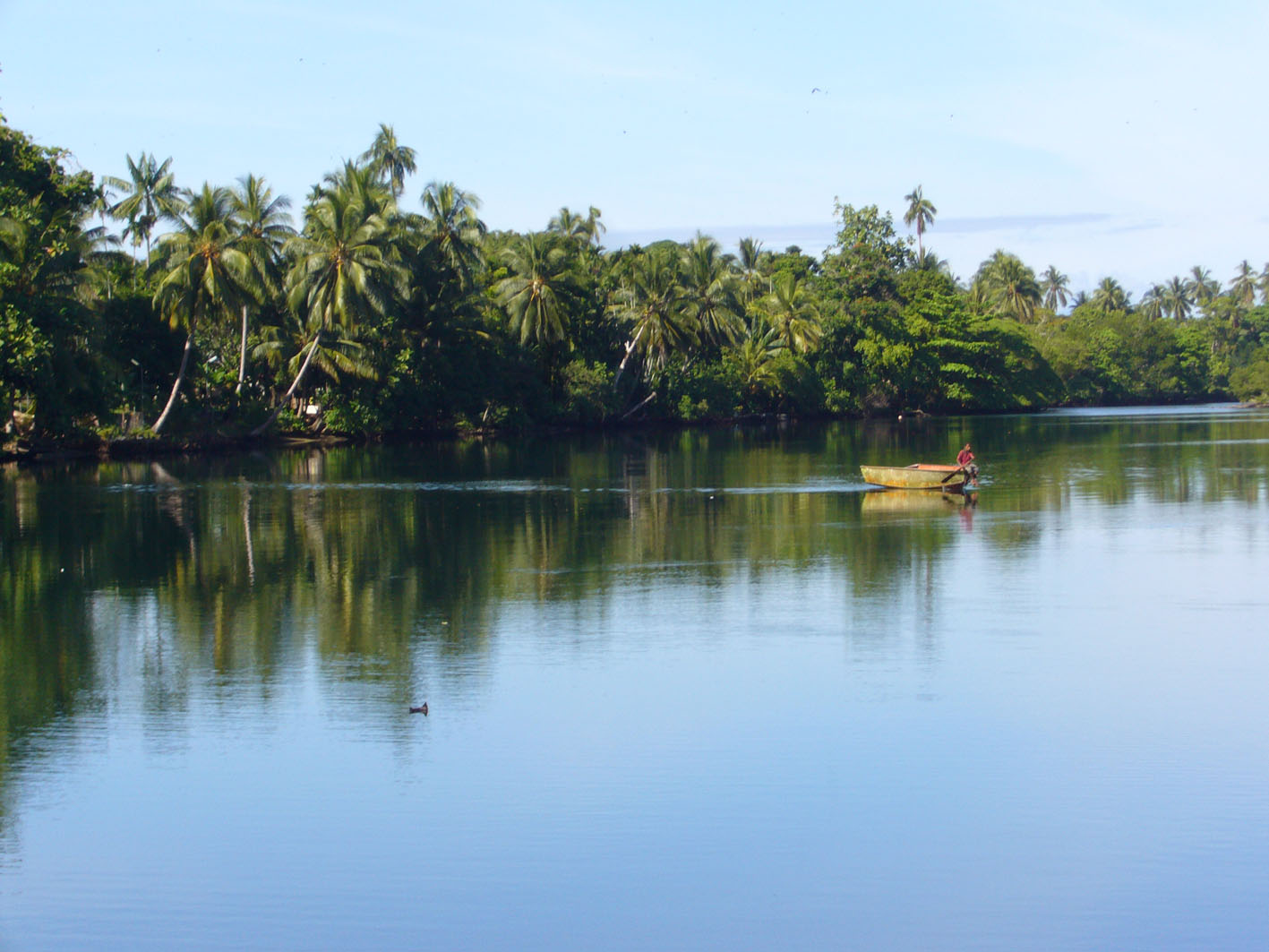
Laguna w Madang

Przez 11 lat pracował w odizolowanej papuańskiej parafii, pozbawionej drogi, gdzie komunikacja odbywała się rzeką. Założył 32 stacje misyjne składające się z kilku wiosek. W każdej wybudował szkołę podstawową i małą przychodnię. Założył centrum katechetyczne, szkołę średnią i dwie szkoły techniczne. To doświadczenie w buszu zmobilizowało go do założenia uniwersytetu. 
13 listopada 1995 został piątym rektorem Divine Word Institute i rektorem założycielem Divine Word University w 1996. Dzięki jego staraniom 21 sierpnia 1996, na podstawie decyzji Narodowej Rady Wykonawczej, placówka została uznana za uczelnię partnerską w zakresie rozwoju szkolnictwa wyższego w PNG, a w 1999, ustawą parlamentarną, została ustanowiona jako uniwersytet. W krótkim czasie stała się wiodącą uczelnią w kraju, kształcącą ponad 6000 studentów.
W 2017 premier Peter O’Neill powołał go na urząd Sekretarza Departamentu Edukacji, Nauki i Technologii Papui-Nowej Gwinei. Polski duchowny aktywnie wspiera ministra szkolnictwa wyższego w podnoszeniu rangi uczelni wyższych i szerokiego dostępu do edukacji. W grudniu 2017 wspólnymi siłami wdrożyli elektroniczny system rejestracji studentów w PNG. 
W 2018 został odznaczony przez Prezydenta RP Krzyżem Kawalerskim Orderu Odrodzenia Polski za wybitne zasługi w rozwijaniu międzynarodowej współpracy kulturowej i naukowej. Jego osoba pojawia się w filmie "Polscy misjonarze" w reż. Simon Target.
Obecnie zajmuje stanowisko w Radzie Western Pacific University który mieści się w Ialibu, Southern Highlands Province.  